# Немагнітні матеріали
Немагні́тні матеріа́ли (англ. non-magnetic materials) — пара-, діа-, слабкоферомагнітні та антиферомагнітні матеріали з магнітною проникністю, що не перевищує 1,5. До немагнітних або слабкомагнітних матеріалів належать більшість металів і сплавів, полімери, деревина, скло тощо. Найпоширенішими є металеві немагнітні матеріали: кольорові метали та їхні сплави (наприклад, мідь, алюміній, бронза, латунь, сплави алюмінію), немагнітна сталь, немагнітний чавун.

## Властивості
Немагнітність сталей і чавунів забезпечується утворенням у них структури аустеніту, що досягається відповідним легуванням нікелем і манганом. Найкращі технологічні властивості мають хромонікелеві немагнітні сталі. Для деталей складної конфігурації, від яких не вимагається високої міцності, застосовують дешевші немагнітні чавуни, питомий електричний опір яких (1,4…2,0 мкОм·м), зазвичай, більший, ніж у немагнітних сталей (близько 1 мкОм·м), що забезпечує малі втрати енергії на вихрових струмах у деталях, які працюють на змінному струмі.
У немагнітних матеріалів на основі кольорових металів значно нижча магнітна проникність, ніж у немагнітних сталей і чавунів, вони добре піддаються обробці різанням і тиском, однак їхні механічні властивості не завжди задовільні, а електричний опір низький.
Магнітні і механічні властивості металевих немагнітних матеріалів змінюють, піддаючи їх гартуванню, нормалізації і механічному зміцненню.

## Використання
Немагнітні матеріали використовують в електро- і машинобудуванні, у високовольтному апаратобудуванні тощо. Немагнітні матеріали застосовуються для виготовлення деталей, які не повинні робити магнітний вплив на робочу систему вимірювальних установок, приладів, машин і апаратів. Із немагнітних матеріалів виготовляють коробки компасів, деталі приладів і годинників, немагнітні пружини, труби перископів, втулки і фланці (крізь які проходять кабелі змінного струму), стяжні болти і кожухи трансформаторів та електромашин тощо.